# Биркебейнеры

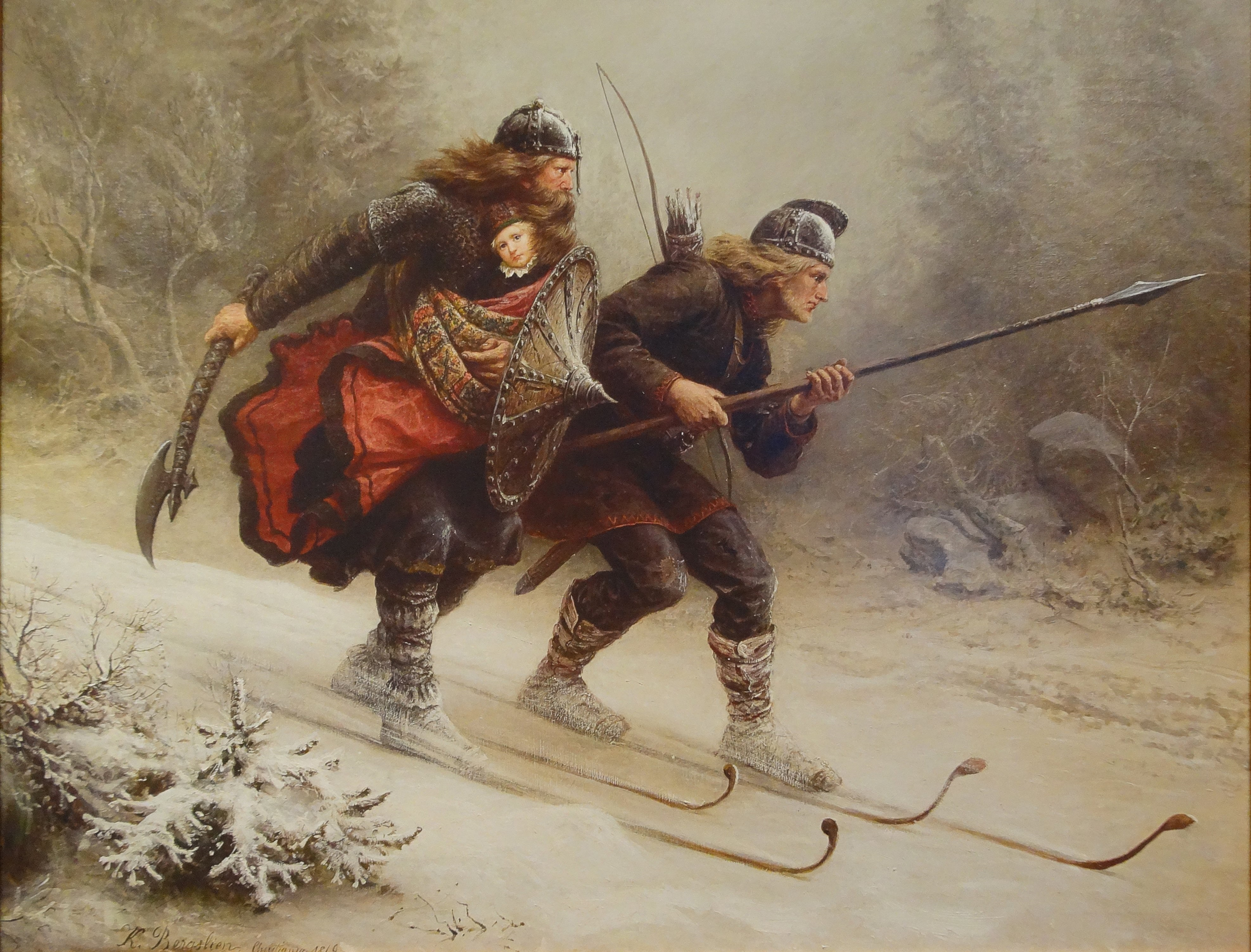
Кнуд Бергслин. «Биркебейнеры Торстейн Скевла и Скьервальд Скрукка спасают на лыжах будущего короля Норвегии Хокона IV Хоконссона». 1869 г.

Биркебейнеры (биркебейны) (норв. Birkebeinerne — «берёзовоногие», «лапотники») — одна из противоборствующих сторон эпохи гражданских войн в Норвегии XII и XIII веков, получившая это прозвище за своё бедное обмундирование и вооружение. Основу партии составляли бедные бонды и крестьяне, а главными противниками биркебейнеров были баглеры. Партия сформировалась в 1170-х годов в качестве ответа на деятельность короля Магнуса Эрлингссона и его отца Эрлинга Скакке.
Ряд историков, главным образом, марксистских (например, Эдвард Булль, Коре Лунден и Андреас Холмсен), подавали войну между бедными биркебейнерами и зажиточными баглерами как пример классовой борьбы, к которой привело социальное и экономическое неравенство. Но современные исследователи не склонны с этим соглашаться — они воспринимают борьбу баглеров и биркебейнеров просто как борьбу за право оказаться у власти, отмечают, что речь не шла об изменении социальной иерархии, расширении прав крестьянства или разделении властей. 
После победы в 1184 году Сверрира Сигурдссона, ставшего королём Норвегии, часть биркебейнеров захватила богатства аристократов, земли и государственные должности и в 1190-е годы окончательно отмежевалась от простонародных слоёв населения, представляя собой с этого времени партию нового, служилого дворянства и сторонников сильной центральной власти. В эту партию вошли также выходцы из богатой и влиятельной верхушки тронхеймских бондов.

## История

### Основание и путь к власти
Эпоха гражданских войн в Норвегии началась в 1130 году, а основным поводом для конфликта стала не прописанная в законах и несовершенная система престолонаследия, которая позволяла бороться за власть любому представителю династии Хорфагеров, в том числе, незаконнорожденным, а также тем, кто объявлял себя членом королевской семьи. Так, в 1161 году после смерти короля Инге Горбуна его сторонники избрали королем Магнуса Эрлингссона, сына Эрлинга Скакке (Кривого) и Кристины, дочери Сигурда Крестоносца. Избрание Магнуса нарушило заложенную ещё при Харальде Прекрасноволосом традицию, согласно которой власть передавалась в роду Хорфагеров только по мужской линии. Несмотря на то, что Эрлинг заручился поддержкой церкви и богатых лендрманов, многие были не согласны с подобным переломом в традиционной системе. Кроме того, жесткая политика Эрлинга Скакке нашла серьёзный отпор со стороны бедноты. Бедные бонды стали объединяться вокруг противников покойного короля Инге Горбуна – его брата Эйстейна II и племянника Хакона II, а позднее – вокруг их родственников.
В 1174 году биркебейнеры поддержали претендента на королевскую корону Эйстейна III, сына Эйстейна II. Войскам Эйстейна удалось захватить южную часть страны, а в 1176 году Эйстейн был провозглашен королем, но уже в следующем году в битве при Ре он был убит королевскими войсками. Изначально прозвище «берёзовоногие» было дано сторонникам Эйстена в насмешку, но было воспринято партией.
После гибели Эйстена биркебейнеры, бежавшие в Вермланд, избрали своим новым лидером бывшего фарерского священника Сверрира Сигурдссона, объявившего себя незаконнорожденным сыном короля Сигурда II. Сверрир, получив ничтожно малую армию, превратил её в грозную силу, добился поддержки широких слоев населения, построил мощный флот и активно начал борьбу с королевскими войсками. В одной из битв в 1179 году погиб ярл Эрлинг Скакке, инициатива перешла к Сверриру. А в 1184 году пал король Магнус Эрлингссон. Сверрир Сигурддсон стал единоличным правителем страны, но спокойным его правление не было.

### Биркебейнеры отстаивают власть
Оказавшись у власти, партия Сверрира I столкнулась с жесткой оппозицией со стороны богатых и влиятельных землевладельцев, а также высокопоставленных церковников, которые продолжали поддерживать родичей Инге I Горбуна и Магнуса V. В 1185 году восстание подняли кувлунги, сторонники Йона Кувлунга, незаконнорожденного сына Инге Горбуна. Кувлунги захватили Осло и в Тёнсберге провозгласили Йона королем. Восстание кувлунгов удалось подавить только в 1188 году, но спокойствие долго не продлилось.
Главным противником политики Сверрира Сигурдссона была церковь. Борьба с епископами настраивала их против Сверрира и заставляла сплачиваться. В начале 1190-х годов высшие церковники и богатые лендрманы образовали партию баглеров («посошники»; от слова, обозначающего епископский посох). В борьбе с баглерами прошла практически вся вторая половина правления Сверрира Сигурдссона. В 1193 году они избрали Сигурда Магнуссона, сын Магнуса Эрлингссона, претендентом на престол. Восстание в его поддержку было начато ярлом Харальдом Маддадссоном и лендрманом Халкьеллем Йонссоном в Шотландии и на Оркнейских островах, в Норвегии его поддержал епископ Осло Николас Арнессон. В 1194 году восстание завершилось разгромом восставших при Флорваге в окрестностях Бергена и гибелью Сигурда Магнуссона.
В 1196 году начался новый виток гражданской войны – лидеры баглеров Сигурд Ярлссон, Николас Арнессон и  Рейдар Сендеманн поддержали в качестве кандидата на престол Инге Магнуссона, внебрачного сына Магнуса V. На Боргатинге в городе Борг (ныне Сарпсборг) Инге был провозглашен королем. Поддержкой баглеры пользовались, преимущественно, в южной части Норвегии, а их столицей был город Осло. В 1197 году Сверрир созвал лейданг в северной и восточной Норвегии, выступил против своих противников и нанес баглерам поражение у города Вике. Несмотря на это, войска Инге Магнуссона в 1198 году взяли Тронхейм, установили контроль над западной Норвегией, а позднее разбили флот Сверрира в Трёнделаге. 11 августа 1198 года баглеры заняли Берген. Сверрир отошёл, чтобы накопить новые силы.
18 июня 1199 года флот Сверрира нанес сокрушительное поражение флоту Инге на озере Строндафьорд, а 6 марта 1200 Сверрир года захватил Осло. Весной 1201 года был взят замок Тёнсберг, один из оплотов баглеров. Ситуация сложилась в пользу Сверрира, но довести дело до конца он не сумел – 9 марта 1202 года Сверрир Сигурдссон скончался в Бергене, оставив власть своему внебрачному сыну Хакону III. Тому удалось переманить на свою сторону часть епископов, поддерживавших Инге, и добиться выдачи претендента от баглеров, который был казнен в том же году. Биркебейнерам удалось отстоять власть.

### Путь к перемирию
Новый этап войны начался после скоропостижной смерти Хакона Сверрессона в 1204 году. Королем биркебейнеры избрали его племянника, малолетнего Гутторма Сигурдссона. Это дало возможность баглерам возобновить борьбу – их войска при помощи сил датского короля Вальдемара II захватили Осло-фьорд и провозгласили королем Эрлинга Магнуссона Стейнвегга, внебрачного сына Магнуса Эрлингссона, брата Сигурда и Инге Магнуссонов. Возвышению баглеров способствовала совершенно неожиданная кончина пятилетнего Гутторма Сигурдссона. Власть фактически оказалась в руках баглеров.
Биркебейнерам было нужно срочно выбрать нового короля. Большая часть бондов поддержала кандидатуру Хокона Безумного, внука по материнской линии Сигурда Мунна и регента Гутторма I (некоторые подозревали Хокона в причастности к скоропостижной кончине Гутторма). Несмотря на поддержку, против Хокона выступил архиепископ Эйрик Иварссон Слепой. Прямых наследников по мужской линии у Сверрира не осталось, поэтому претендента пришлось выбирать из родственников по женской линии. Они провозгласили королем Инге Бордссона, сына Сесилли Сигурдсдоттир, дочери короля Сигурда Мунна (Инге Бордссон приходился сводным братом Хокону Безумному). Хокон, тем не менее, остался при власти – он сохранил титул ярла, был назначен верховным главнокомандующим, а также ему была передана половина королевских доходов. В последующие годы Хокон Безумный во главе войск Инге II он вел борьбу с баглерами под командованием Эрлинга Стейнвегга. В 1207 году Стейнвегг скончался, и власть снова сосредоточилась в руках биркебейнеров.
Наследником Эрлинга стал Филипп Симонссон, племянник короля Инге Горбатого по женской линии (его мать Маргарет Арнодотир была сводной сестрой Инге Горбатого). Оплотом баглеров оставался Осло-фьорд (и южная Норвегия), а биркебейнеров — Трёнделаг (и западная Норвегия), но стычки периодически проходили по всей стране. В итоге норвежские епископы, находившиеся на обеих сторонах конфликта, смогли прийти к соглашению между двумя на встрече в Квитсёй в 1208 году. Под контроль короля от баглеров Филиппа Симонссона перешла восточная Норвегия, но он отказывался от использования королевского титула, тем самым король от биркебейнеров Инге оставался единственным правителем всей страны. На деле Филипп продолжал именовать себя королём до смерти, но мир между баглерами и биркебейнерами сохранялся до 1217 года.

### Конец гражданских войн. Биркебейнеры во главе объединенной Норвегии
В 1217 году скончались одновременно короли от биркебейнеров и баглеров Инге Бордссон и Филипп Симонссон. Новым королем был избран Хакон Хаконссон Старый, сын короля Хакона III и внук Сверрира Сигурдссона. Фактически, это был король биркебейнеров, но, несмотря на это, большая часть партии баглеров присягнула ему на верность, что положило конец существованию партии.
Тем не менее, не все баглеры согласились с подобным исходом. В восточной Норвегии, где они пользовались большой поддержкой, вспыхнуло восстание во главе с Сигурдом Эрлингссоном Рибунгом, сыном Эрлинга Стейнвегга. Борьба Риббунга против войск Хакона и Скуле Бордссона продолжалась до 1226 года. При этом, Риббунг в 1223 году решил прекратить восстание и сдаться Скуле Бордссону, но через несколько лет, когда власть короля Хакона начала усиливаться, он бежал из плена и продолжал восстание до своей смерти. После смерти Риббунга восстание восточнонорвежских баглеров продолжил Кнут Хоконссон, сын ярла Хокона Безумного, но в 1227 году его войска были разбиты, после чего Кнут подписал соглашение с королем Хаконом. Так вражда баглеров и биркебейнеров закончилась.

## Короли от партии биркебейнеров
- Эйстейн III Девчушка — король (претендент) в 1176—1177 гг.
- Сверрир Сигурдссон — король в 1184—1202 гг. (претендент в 1177—1184 гг.)
- Хакон Сверрессон — король в 1202—1204 гг.
- Гутторм I Сигурдссон — король в 1204 г.
- Инге II Бордссон — король в 1204—1217 гг.
- Хакон IV Старый — король в 1217—1263 гг.

## В кино
- «Биркебейнеры» (Birkebeinerne) — режиссёр Нильс Гауп (Норвегия, 2016)